# Philorus kuyaensis
Philorus kuyaensis är en tvåvingeart som beskrevs av Kitakami 1931. Philorus kuyaensis ingår i släktet Philorus och familjen Blephariceridae. Inga underarter finns listade i Catalogue of Life.